# 克拉斯諾皮利亞 (諾夫霍羅德-錫韋爾斯基區)
克拉斯諾皮利亞（烏克蘭語：Краснопілля）是烏克蘭北部切爾尼希夫州诺夫霍罗德-锡韦尔斯基区科罗普市镇的村落。始建於1708年，面積6.65平方公里，海拔高度129米，2024年人口206，人口密度每平方公里103.8人。